# Antoni II Dobry
Antoni II Dobry (ur. 4 czerwca 1489 w Bar-le-Duc, zm. 14 czerwca 1544 tamże) – książę Lotaryngii, Baru i markiz de Pont-à-Mousson.
Urodził się jako syn księcia Lotaryngii René II i jego drugiej żony księżnej Filipy. Na tron wstąpił po śmierci ojca 10 grudnia 1508.
26 czerwca 1515 w Amboise poślubił hrabiankę Montpensier Renatę. Para miała sześcioro dzieci:
- Franciszka I (1517–1545), kolejnego księcia Lotaryngii,
- Annę (1522–1568), późniejszą księżną Oranii i Aarschot,
- Mikołaja (1524–1577), przyszłego księcia Mercœur, ojca Ludwiki, królowej Francji przez małżeństwo z Henrykiem III Walezym,
- Jana (1526–1532),
- Antoniego (1528–?), zmarłego młodo,
- Elżbietę (1530–?), zmarłą młodo.

Miał również nieślubnego syna Fryderyka de Calabrię.